# Субулуссалам
Субулуссалам — город в Индонезии, расположенный в провинции Ачех. Численность населения по данным 2010 года составляет 67 316 человек.